# HD67596
HD67596 — хімічно пекулярна зоря спектрального класу
F й має видиму зоряну величину в смузі V приблизно  9,3.